# Верхнее Ондомозеро
Ве́рхнее Ондомо́зеро — озеро в Терском районе Мурманской области, расположенное в юго-восточной части Кольского полуострова.

## Расположение
Расположено в центральной части Терского района на расстоянии 32 километров к северу от побережья Белого моря. Входит в состав Ондомозерского озерно-болотного комплекса, к которому, кроме него, относятся озёра Нижнее и Среднее Ондомозеро и ряд небольших озёр: Мелкое, Чёрное, Лебяжье, Топкое, Белое, Савиха, Сидорово и ряд безымянных озёр. Местность, в которой находится озеро, сильно заболочена, глубина болот достигает 1,5 метра, и относительно равнинна, несколько невысоких сопок высотой не более 170 метров лежит у северо-западного побережья озера и вдоль южного побережья вплотную к озеру пролегает хребет возвышенностей Ондомозерские Кейвы — узкая полоса скал длиной 11 километров и высотой до 215 метров.

## Описание
Озеро имеет вытянутую с юга на север форму длиной немногим менее 15 километров. Ширина северной, узкой части озера — 0,6-4 километра, широкой южной — до 7 километров. Площадь озера — 55 км². Это самое крупное озеро Ондомозерского озерно-болотного комплекса и 14 по площади озеро Мурманской области. Берега Верхнего Ондомозера неровные, с большим количеством заливов и мысов. Три крупных залива находятся в южной части озера — губа Тетринская, губа Гундалиха и губа Чапомская. Во многих местах у берегов озера лежат обширные участки отмели. На территории озера находится много небольших пологих островов, возвышающихся над уровнем озера всего на 1-4 метра. Самые крупные из них — острова Иова, остров Могилёв и несколько островов в северной части озера имеют до 500 метров в длину.
Верхнее Ондомозеро относится к бассейну Белого моря, связывается с ним через Чаваньгу, с которым озеро соединяется в свою очередь через протоку Юрос, вытекающую из юго-западной части озера. С севера в озеро впадают ручьи Чапомский и Сидоров, кроме того, несколько небольших ручьёв втекают в озеро с окрестных возвышенностей. Рядом с Верхним Ондомозером расположено несколько меньших озёр, соединённых с Верхним Ондомозером протоками: Среднее Ондомозеро (в 1,2 километрах к западу), Сидорово (в 1,2 километрах к востоку, Савиха (в 150 метрах к востоку), Лебяжье (в 1,6 километрах к востоку) и Мелкое (в 850 метрах к востоку). Другое крупное озеро — Нижнее Ондомозеро, расположено в 3,7 километрах к западу. Считается, что озёра Верхнее, Среднее и Нижнее Ондомозеро когда-то являлись одним целым.
Населённых пунктов на озере нет (ближайшие населённые пункты — сёла Тетрино и Каменка, находятся на побережье Белого моря, в 32 километрах к югу от озера), но на свободном от топей южном берегу расположено несколько промысловых рыбацких изб — Немчиновская, Постяная и Юрос, что говорит о достаточном количестве рыбы в Верхнем Ондомозере.

## Растительность
Берега со стороны кейв покрыты елово-берёзовыми лесами с развитым травяно-кустарничковым ярусом. Наиболее распространённые растения — альпийский арктоус, черника, брусника, вереск, лесной хвощ, лесной марьянник, пятнистый ятрышник и другие. Из лишайников особенно распространены кладониевые. Возраст сосен в районе озера достигает 200 лет, высота — до 15 метров. На прилегающих к озеру болотах преобладают осоково-сфагновые ассоциации. Наиболее распространёнными растениями болот являются: вереск, морошка, пушица влагалищная, голубика, вороника и подбел. Из редких охраняемых растений — занесённая в Красную книгу России осока свинцовая. На свободных от болот участках преобладают берёзы, ивы, рябина, болотная фиалка, лук-скорода, брусника, герань лесная, шведский дёрен и другие. Водная растительность Верхнего Ондомозера изучена слабо. В южной части озера, ближе к берегу, встречается занесённый в Красную книгу полушник колючеспоровый.

## Топографические карты
- Лист карты  Q-37-XV,XVI Чапома. Масштаб: 1 : 200 000.